# 梅利斯·古拉利耶夫
梅利斯·古拉利耶夫（1989年6月14日 -  ）是一名土库曼斯坦举重运动员，身高1.73米。2010年参加广州亚运会，以325千克的成绩获85公斤级比赛第九名。